# Peridontodesmoides setosus
Peridontodesmoides setosus är en mångfotingart som beskrevs av Christoph D. Schubart 1945. Peridontodesmoides setosus ingår i släktet Peridontodesmoides och familjen Cryptodesmidae. Inga underarter finns listade i Catalogue of Life.